# Peter Reijnders
Petrus Lambertus Wilhelmus (Peter) Reijnders, né le 24 juillet 1900 et mort le 29 décembre 1974, est un réalisateur et photographe néerlandais. Il est principalement connu pour son travail dans le parc à thèmes Efteling.

## Biographie
Peter Reijnders est né le 24 juillet 1900 à Bois-le-Duc dans une famille de buralistes et de cafetiers. Après avoir tourné un petit film en 1927 à l'occasion de son mariage avec Helena Perquin, il se voue à la photographie et au cinéma. Il invente alors de nombreuses petites améliorations techniques dans le domaine.
Il tournera des films pendant la période 1927-1954, dont plusieurs seront récompensés de prix nationaux.
En 1954, Reijnders est invité par le maire Van der Heijden, pour étudier les possibilités pour rendre Efteling, le petit parc fraichement ouvert, plus attrayant. Inspiré par une exposition provisoire de conte de fées à Eindhoven, Reijnders demanda dans cette tâche de l'aide au peintre Anton Pieck.
Ensemble ils furent à l'origine du Bois des contes, une des principales zones de l'actuel parc de loisirs. Reijnders fut responsable de la recherche créative mais surtout des innovations techniques. 
Sa dernière visite au parc sera en 1972, 2 ans avant sa mort, alors que le parc venait d'être récompensé d'une Pomme d'Or, un prix européen dans le domaine de l'industrie touristique.

## Filmographie
Peter Reijnders a réalisé au moins 58 films, dont voici une sélection.
- Onze 'T'-Rouwdag (1927)
- Camera Avontuur (1933), premier prix Nationale Kinowedstrijd, second prix Concours International.
- Stormy Weather (1934), premier prix Nationale Kinowedstrijd.
- Ships that pass in the night (1935), premier prix Nationale Kinowedstrijd.
- Eindhoven Journaal (1935)
- Happy and Contented (1935)
- Thriller (1937), premier prix Nationale Kinowedstrijd.
- Bevrijding Eindhoven (1944)
- Het Meisje en de Pop (1947)
- In Brabant groeit een Stad (1947-1954)
- De Efteling in het Hart van Brabant (1956/1958 en 1971)
- Beginjaren TH Eindhoven (1956-1958)

## Sources
- Smit, Rob (1990) Peter Reijnders 1900-1974. Eindhoven: SST Producties.
- Vanden Diepstraten, H. (2002) De Efteling. Kroniek van een Sprookje. Baarn: Tirion Uitgevers.